# They're Red Hot
They're Red Hot (parfois titrée Hot Tamales (They're Red Hot)) est une chanson écrite et interprétée le guitariste et chanteur de Delta blues Robert Johnson. Elle est enregistrée le 27 novembre 1936, dans un studio improvisé à San Antonio, et éditée  sur un disque 78 tours de Vocalion Records et ARC Records sortie en juillet 1937.

## Reprises
Les Red Hot Chili Peppers ont repris la chanson sur leur album Blood Sugar Sex Magik. Le groupe l'a enregistrée à l'extérieur de The Mansion, en haut d'une colline à deux heures du matin, comme expliqué dans le documentaire Funky Monks.
Eric Clapton la fait apparaître sur son album hommage Me and Mr. Johnson sorti en 2004.
On peut également citer les reprises de Cassandra Wilson sous le titre Hot Tamales dans l'album Belly of the Sun, Richie Kotzen dans Bipolar Blues, Peter Green et Nigel Watson dans Hot Foot Powder et, Hugh Laurie dans Let Them Talk.